# بني شعيب
بني شعيب بلدية تابعة دائرة برج بونعامة ولاية تيسمسيلت تقع بين خميستي والأزهرية يقطنها حوالي 29000 نسمة